# Schefflera kurzii
Schefflera kurzii  (лат.) — вид двудольных растений рода Шеффлера (Schefflera) семейства Аралиевые (Araliaceae). Под текущим таксономическим названием описан американским ботаником Дэвидом Гэмменом Фродином в 2003 году.
Синонимичное название — Heptapleurum glaucum Kurz.

## Распространение, описание
Эндемик Мьянмы.
Фанерофит.